# Cacherano (famiglia)
(Anonimo, XIV secolo, tratto da Serafino Grassi, Storia della Città di Asti, Asti, 1894, vol. II, p. 234)
I Cacherano, Cacayrano, De Cacairanis, De Caqueran, furono una famiglia nobile "de hospitio" appartenenti alle casane astigiane.
Con l'aumento dei propri profitti ottenuti dal commercio e dal prestito di denaro su pegno, aumentarono in modo esponenziale il peso politico sulla città ricoprendo cariche sia nell'ambito locale che nazionale. Avevano diritto di battere moneta nella zecca di loro proprietà a Rocca d'Arazzo.
Si trasferirono a Torino alla corte sabauda alla fine del XV secolo.

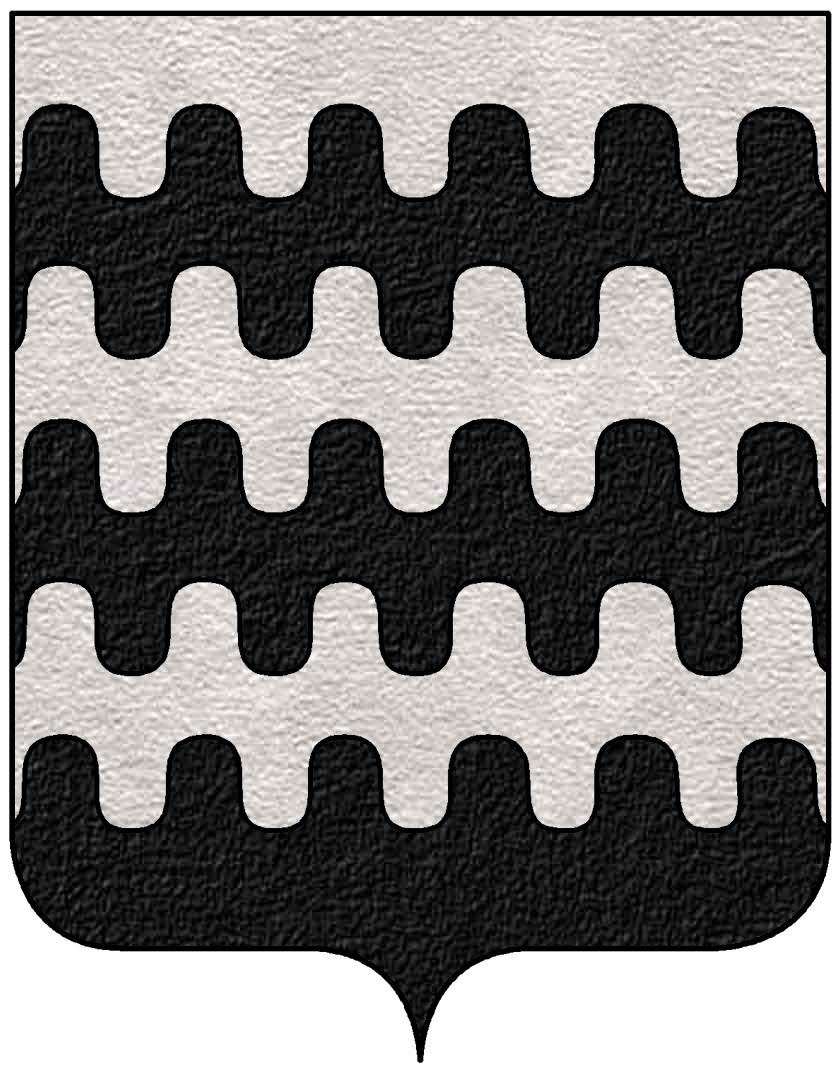
Stemma Cacherano

## Origini e storia
Già nel XII secolo sono presenti nel ceto dirigente cittadino. Manfredo Cacherano della Rocca secondo Malfatto risulta il capostipite della famiglia, Roberto viene annoverato tra i consiglieri della città, fu fatto prigioniero nel 1174 dall'imperatore Federico Barbarossa con Enrico Asinari ed altri 38 consiglieri ed un centinaio di possidenti astigiani. Vennero liberati dietro il pagamento di un riscatto di cento lire.
A Rocca d'Arazzo, feudo tradizionalmente appartenuto al vescovo di Asti, crearono un consorzio con le famiglie Della Rocca e De Arazzo.
Nel 1259 infatti, la presenza del credendario Giovanni de Ayracio Cacayranus, indica che l'hospicium creato dalle famiglie era già attivo.
Rolando fu credendario nel 1204 e Guglielmo fu più volte ambasciatore del comune (1212).
Altri membri intrapresero la carriera giuridica o notarile. Francesco tra il XIII e XIV secolo fu notaio e procuratore in Asti; Bertramo divenne podestà di Vercelli nel 1292.
Un Rolando Cacherano risulta rettore della Società dei Militi astigiani.

## L'attività economica
La famiglia manteneva alcuni banchi di pegno in Piccardia fino alla metà del XIII secolo, poi si stabilì nei Paesi Bassi e in Borgogna (Besançon e Montbéliard).
Manfredo Cacherano si stabilì a Bruges nel 1282 come commerciante. Nel 1306 Guglielmo prestò denaro a Filippo d'Acaja.

## Le diramazioni
I Cacherano diedero origine a molti rami nobiliari.

### Cacherano di Cavallerleone e Mombello
Il capostipite Pietrino si stabilì a Cavallerleone (Cuneo). Carlo Cacherano nel XVI secolo divenne magistrato sabaudo, ambasciatore alla Dieta Imperiale di Ratisbona, consigliere di Stato. Il figlio Giambattista ottenne parte di Cavallerleone e Mombello, con signoria Parziale. Filiberto Cacherano, figlio di Giambattista, Generale del Regno di Sardegna ottiene finalmente il titolo comitale su Mombello il 17 giugno 1662.

### Cacherano di Villafranca d'Asti e Cantarana
Giannandrea Cacherano di Osasco acquistò il feudo di Villafranca nel 1619. Suo figlio Carlo, venne infeudato di Bellotto e Cantarana; sposò Caterina Scarampi Crivelli nel 1621.

### Cacherano di Rocca d'Arazzo e Lanzo Torinese
Nel 1250 è presente un Druino de Cacherano investito del contado di Rocca d'Arazzo. Nel 1439 Brunone è nominato consigliere e cavaliere di Carlo VII di Francia. Da Brunone nasce Gerolamo che darà origine alla linea di Osasco e Giovanni Martino consignore di Osasco, Bricherasio e Rocca d'Arazzo. Da questo discenderà Carlo Emanuele che nel XVIII secolo fu Colonnello nel Reggimento Monferrato, gran Maestro di Casa di Madama Reale e governatore della cittadella di Torino.
Giovanni Cacherano ottenne dall'imperatore Carlo V il diritto di "battere moneta" nel 1538. Di questo privilegio i Cacherano non si avvalsero mai.

### Cacherano d'Osasco

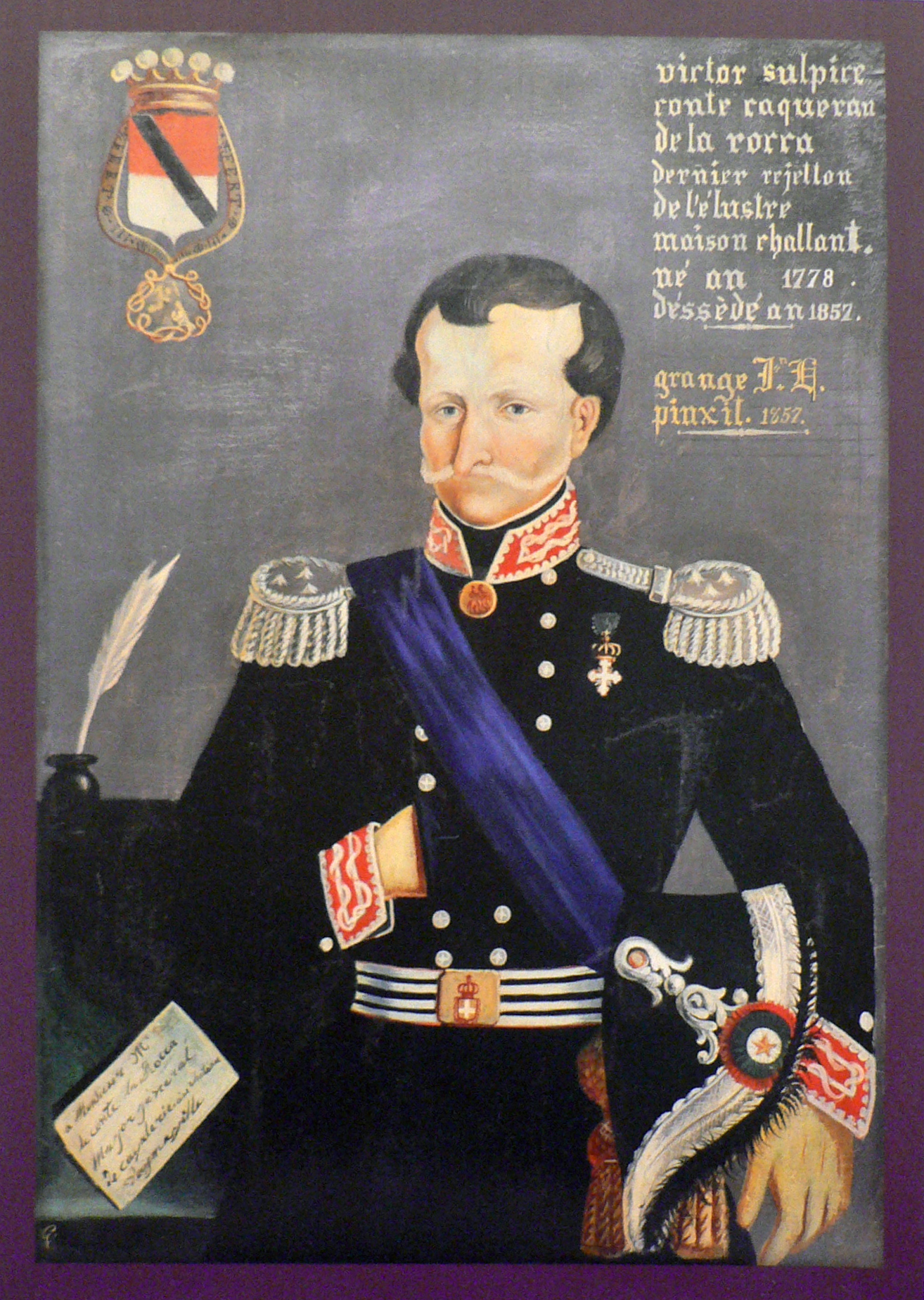
Ritratto di Vittorio Cacherano Osasco della Rocca-Challant, ultimo discendente della famiglia Challant ad abitare il castello di Aymavilles.

È probabilmente il ramo più celebre ed importante della famiglia. Da sempre fedeli a Casa Savoia, anche nei periodi di difficoltà, permisero alla famiglia di occupare cariche di preminenza nell'ambito politico piemontese.
Giovanni nel 1531 fu uno dei testimoni durante la cessione della contea di Asti a Beatrice del Portogallo da parte del cognato Carlo V. Venne investito del governatorato di Cuneo e diresse l'assedio della città contro i francesi nel 1536.
Ottavio Cacherano fu avvocato fiscale del contado di Asti e Ceva. Venne nominato senatore nel 1545. Dopo la Pace di Cateau-Cambrésis venne investito del feudo di Coazzolo oltre a quello di Rocca d'Arazzo. Ricoprì la carica di secondo presidente del Senato di Piemonte e infine di gran cancelliere di Savoia.
Policarpo Vitaliano nel 1793 fu nominato Colonnello del Reggimento di Saluzzo e in questa veste sconfisse, nella guerra di Nizza nello stesso anno, i giacobini che ufficiosamente spalleggiati dalla Francia cercavano di "liberare" i territori sabaudi.
Questa vittoria che per l'epoca non fu marginale diede un'ulteriore spinta alla carriera del Cacherano. Nel 1796 fu Ispettore di Fanteria. Nel 1814 venne nominato comandante generale della Savoia Cavalleria e due anni dopo Generale d'Armata: in questa veste fu protagonista della riorganizzazione delle truppe di fanteria e cavalleria dopo l'impero Napoleonico.

### Cacherano di Bricherasio
Il 4 marzo 1360, Amedeo VI di Savoia investì Giorgio Cacherano da Asti del feudo di Bricherasio.
Un suo discendente, Gianbattista, luogotenente generale, combatté nella battaglia dell'Assietta e fu viceré di Sardegna dal 1751 al 1755.Della famiglia hanno fatto parte fra gli altri il conte Emanuele Cacherano di Bricherasio, cofondatore della FIAT e dell'ACI e la pittrice Sofia di Bricherasio.

## Le abitazioni
Le case dei Cacherano si trovavano in Asti presso la porta di San Giuliano (nel Rione Santa Caterina), in contiguità con quelle degli Arazzo e dei Rocca e quando, dopo la sconfitta del partito ghibellino, la fazione dei De Castello fu costretta ad abbandonare la città, anche il consortile dei Cacherano fu costretto a lasciare le proprie abitazioni.
In seguito ebbero un palazzo in piazza San Martino davanti a quello dei Roero di Monteu, secondo il Gabiani di loro proprietà fino al XVII secolo, tesi avvalorata dalle testimonianze contenute nei registri parrocchiali della chiesa di San Martino.

## Stemma
È probabile che gli smalti argento od oro accostati al colore nero, siano in Asti presenti nelle famiglie ghibelline, come gli Alfieri, Guttuari, Isnardi, Mazzetti, Troja, Turco.
Lo stemma ondato d'argento e di nero, appartiene al periodo più antico della famiglia ed è così composto:
Scudo: Fasciato innestato d'argento e di nero.
Cimiero: Regina vestita di tela d'oro, coronata d'oro, i lombi cinti di girelli d'azzurro, le maniche foderate dello stesso; tenente, colla destra, una colonna d'argento colla base e capitello d'oro, coronato dallo stesso.
Motto: LEVETE.
In seguito la linea di Osasco, mantenendo al centro l'antico stemma alzò un'arma così composta:
Scudo: inquartato: al 1° e 4° d'oro, all'aquila coronata, di nero; al 2° e 3° di rosso, a tre monticelli d'argento, sostenuti da un breve dello stesso, svolazzante in fascia carico del motto: MIT. ZEIT. in minuscolo gotico; ciascun monticello carico di una pianta di semprevivi al naturale e sul tutto di Cacherano.
Sostegni: Due grifoni troncati d'oro e di nero affrontati tenenti l'artiglio interno sullo scudo, e coll'esterno uno scettro coronato d'oro.